# 杨埕水库
杨埕水库，位于中华人民共和国河北省沧州市海兴县东部，是漳卫新河与宣惠河之间的中型平原水库。水库系由天然洼淀改建而成，工程于1957年开工，之后经3次续建形成现在的规模。水库水面面积2400公顷，最大蓄水能力3600万立方米。围堤总长12.08千米，堤顶高程10.5米。库区内芦苇等湿地植物大量生长，属于典型的滨海湿地，有众多水鸟栖息，已被定为省级鸟类自然保护区。